# Banja Luka Challenger 2002
Il Banja Luka Challenger 2002 è stato un torneo di tennis facente parte della categoria ATP Challenger Series nell'ambito dell'ATP Challenger Series 2002. Il torneo si è giocato a Banja Luka in Bosnia ed Erzegovina dal 16 al 22 settembre 2002 su campi in terra.

## Vincitori

### Singolare
Il torneo è terminato prima della finale

### Doppio
Jaroslav Levinský /  Jurij Ščukin hanno battuto in finale  Juan Pablo Guzmán /  Daniel Orsanic con il punteggio di 7–6(5), 7–5.